# セムナーン州
セムナーン州（セムナーンしゅう、ペルシア語: استان سمنان, ラテン文字転写: Ostān-e Semnān）は、イラン北部の州（オスターン）。州都はセムナーン。面積は96,816km²である。人口は702,360人（2016年国勢調査）。

## 歴史
セムナーン州はアヴェスタの昔から16の区域からなっていたことが知られる。メディア、ハカーマニシュ朝（アカイメネス朝）期には帝国最大の地方であった。
イスラーム期にはセムナーンは「ゴーメシュ」（Ghomesh）あるいは「コーメシュ」（Koomesh）と呼ばれた歴史的地域の一部として知られ、東西交易路が地域中央部を通っていた。いうまでもなく州内では歴史を通じ数多くの戦いがおこなわれてきた。
イラン文化遺産協会には州内から470ヵ所が登録されている。セムナーンの街では宮殿、城塞、キャラヴァンサラーイ、伝統的貯水施設（アーブ・アンバール）、バードギールなどがある。また多くの聖廟などが点在している。

## 地理
州内にはアルボルズ山脈が走り、南境にはキャビール砂漠（ダシュテ・キャビール、Dasht-e Kavīr、ペルシア語表記でدشت كوير）が広がる。
州域は山岳部とその山麓平原に二分される。山岳部はレクリエーションを楽しめるほか、鉱物資源を産する。山麓部には古い都市がありアルサケス朝の都のひとつが置かれていた。

## 行政区分

行政区分図

管下の郡（シャフレスターン）
1. en:Aradan County
2. ダムガーン郡（英語版）
3. ギャルムサール郡（英語版）
4. en:Mehdishahr County
5. en:Meyami County
6. セムナーン郡（英語版） - セムナーン
7. シャフルード郡（英語版）
8. en:Sorkheh County

## 高等教育機関
- ダムガーン基礎科学大学
- セムナーン大学
- シャールード大学
- セムナーン医科大学
- イスラーム自由大学セムナーン
- イスラーム自由大学シャールード
- イスラーム自由大学ギャルムサール
- シャールード医科大学
- シャールード工科大学

## 出身著名人
- マフムード・アフマディーネジャード（第6代イラン大統領）
- ハサン・ロウハーニー（第7代イラン大統領）